# Katiuska Pérez
Katiuska Pérez (ur. 21 grudnia 1975) – kubańska lekkoatletka specjalizująca się w skoku o tyczce.

## Osiągnięcia
- medale mistrzostw Ameryki Środkowej i Karaibów
- wielokrotna mistrzyni i rekordzistka kraju

## Rekordy życiowe
- skok o tyczce - 4,25 (2005)